# 1941 a jogalkotásban
1941-ben az alábbi jogszabályokat alkották:

## Törvények
1941. évi I. törvénycikk: Magyarországnak a Japán, Németország és Olaszország között Berlinben, 1940. évi szeptember hó 27. napján kötött háromhatalmi egyezményhez történt csatlakozásáról
1941. évi II. törvénycikk: A Belgrádban, 1940. évi december hó 12-én kelt magyar–jugoszláv barátsági szerződés becikkelyezéséről
1941. évi III. törvénycikk: A Budapesten, 1940. évi május hó 27. napján kelt magyar–német hitelesítési egyezmény becikkelyezéséről
1941. évi IV. törvénycikk: Az építőtakaréküzlet szabályozásáról
1941. évi V. törvénycikk: A nemzetiségi érzület büntetőjogi védelméről
1941. évi VI. törvénycikk: A Wintershall Aktiengesellschaft berlini cég által alapítandó magyar részvénytársaság részére biztosított adó- és illetékkedvezmények tárgyában
1941. évi VII. törvénycikk: Az irodalmi és a művészeti művek kölcsönös védelme tárgyában Berlinben, 1940. évi november hó 6. napján kelt magyar–német egyezmény becikkelyezéséről
1941. évi VIII. törvénycikk: A Budapesten, 1940. évi június hó 16. napján kelt magyar–német kiadatási szerződés becikkelyezéséről
1941. évi IX. törvénycikk: A Teheránban, 1937. évi december hó 18-án kelt magyar-iráni barátsági és választott bírósági szerződés becikkelyezéséről
1941. évi X. törvénycikk: A közellátás érdekét veszélyeztető cselekmények büntetéséről
1941. évi XI. törvénycikk: A gazdasági és hitelélet rendjének, továbbá az államháztartás egyensúlyának biztosításáról alkotott 1931. évi XXVI. törvénycikkben a minisztériumnak adott és utóbb kiterjesztett felhatalmazás további meghosszabbításáról, valamint az 1931. évi XXVI. törvénycikk 7. §-a értelmében alakított országos bizottság tagjai számának újabb felemeléséről
1941. évi XII. törvénycikk: A közoktatásügyi igazgatás egyszerűsítéséről
1941. évi XIII. törvénycikk:  Az ügyvédekre, az ügyvédjelöltekre és az ügyvédi önkormányzatra vonatkozó egyes kérdések szabályozásáról
1941. évi XIV. törvénycikk: A Német Birodalommal 1938. évi december hó 10. napján kötött adóügyi pótegyezmények becikkelyezéséről
1941. évi XV. törvénycikk: A házassági jogról szóló 1894. évi XXXI. törvénycikk kiegészítéséről és módosításáról, valamint az ezzel kapcsolatban szükséges fajvédelmi rendelkezésekről
1941. évi XVI. törvénycikk: A szellemi együttműködés tárgyában Szófiában az 1941. évi február hó 18. napján kelt magyar-bolgár egyezmény becikkelyezéséről
1941. évi XVII. törvénycikk: Az 1942. évi állami költségvetésről az 1941. évi április hó 10-e előtti államterületre
1941. évi XVIII. törvénycikk: Az Országos Földbirtokrendező Bíróság megszüntetéséről és az ezzel kapcsolatos intézkedésekről
1941. évi XIX. törvénycikk: A törvényhatósági bizottsági és a községi képviselőtestületi tagsági jogról, továbbá a gyakorlati közigazgatási vizsgára vonatkozó átmeneti szabályokról
1941. évi XX. törvénycikk: A visszafoglalt délvidéki területeknek a Magyar Szent Koronához visszacsatolásáról és az országgal egyesítéséről